# Express Non-Stop
Albums de Alphabeat
The Spell
(2009)
Singles
1. Vacation
Sortie : 12 mai 2012
2. Love Sea
Sortie : 13 août 2012
3. Show Me What Love Is
Sortie : 18 février 2013

Express Non-Stop est le troisième album studio du groupe danois Alphabeat. 

## Classements des ventes
| Pays     | Meilleure position | Temps dans le classement |
| -------- | ------------------ | ------------------------ |
| Danemark | 3                  | 3 semaines               |